# Binta Drammeh
Binta Mommy Daisy Drammeh (Skäggetorp, 21 maggio 1992) è una cestista svedese.

## Carriera
Con la Svezia ha disputato tre edizioni dei Campionati europei (2015, 2019, 2021).